# Leagues Cup
La Leagues Cup (aussi connu au Québec sous le nom de Coupe des Ligues), est une compétition nord-américaine de soccer (football) organisée conjointement par la Major League Soccer et la fédération du Mexique de football. La compétition est créée en mai 2019.

## Histoire
La compétition est annoncée le 29 mai 2019 dans le cadre d'un partenariat entre la Major League Soccer et la Liga MX l'organisation d'une compétition entre quatre clubs de la Major League Soccer et quatre clubs de la Liga MX. Les deux ligues avaient précédemment organisé la SuperLiga de 2007 à 2010. Le partenariat entre les deux ligues a été stimulé en partie par la candidature commune pour la Coupe du monde de football 2026 et par la volonté d'améliorer le niveau de jeu dans la zone CONCACAF.
La première édition est remportée par le Cruz Azul face aux Tigres UANL (2-1). L'édition suivante est annulée en raison de la pandémie de Covid-19.

## Format

### 2019-2022
La Leagues Cup est une compétition à élimination directe mettant aux prises huit équipes, dont quatre de la Major League Soccer et quatre de la Liga MX. La compétition est organisée par les franchises de la Major League Soccer, basée au Canada ou aux États-Unis, durant l'été.
Avec la réforme de la Ligue des champions de la CONCACAF, le vainqueur de la Leagues Cup obtient le droit de participer à la compétition,.
Concernant le règlement, en cas d'égalité à l'issue du temps réglementaire, les deux équipes disputent directement la séance de tirs au but.

### 2023-2024
La compétition réunit les 47 clubs des deux ligues : 29 de la MLS et 18 de la Liga MX. Les équipes sont classées par ligue en utilisant le classement général de la saison pour la MLS et les classements combinés de la Clausura et de l'Apertura pour la Liga MX. Les champions de chaque ligue se voient attribuer le rang 1 et accèdent directement la phase à élimination directe. Les 15 équipes suivantes de chaque ligue sont placées dans des groupes en fonction du classement : le deuxième de MLS retrouve le seizième de Liga MX, le troisième de MLS face au quinzième de Liga MX, etc. Les équipes restantes (13 MLS et 2 Liga MX) sont tirées au sort parmi les groupes répartis en régions géographiques,,.
Pour la phase de groupes, les équipes joueront un match contre chaque équipe de leur groupe. Tous les matchs auront lieu aux États-Unis/au Canada, les équipes MLS jouant à domicile et les matchs intra-Liga MX seront jouées dans des stades déterminés en fonction de la région. Il n’y aura aucun match nul pendant la phase de groupes. En cas d’égalité après 90 minutes, un point est attribué à chaque club et une séance de tirs au but permettra d’attribuer un point supplémentaire. Trois points sont attribués pour une victoire en temps réglementaire.
Les deux meilleures équipes de chaque groupe se qualifient pour les seizièmes de finale, rejoignant les vainqueurs de la Coupe MLS et le champion de Liga MX le mieux classé. Cette phase du tournoi sera un format à élimination directe en cinq manches avec un match pour la troisième place. Les deux finalistes et l'équipe terminant troisième gagneront des places pour la Coupe des champions, le vainqueur se qualifiant automatiquement pour les huitièmes de finale de la compétition.

### 2025
Le format de la compétition est modifié pour l'édition 2025 : seules 18 équipes de la Major League Soccer rejoignent les 18 formations de la Liga MX cette saison.
Les équipes sont réparties en six « groupes » de six équipes, chacun comprenant trois clubs de Major League Soccer et trois de Liga MX. Au sein de chaque groupe, les rencontres se déroulent sur trois journées, opposant exclusivement des équipes de ligues différentes. Tous les matchs se jouent aux États-Unis ou au Canada, dans des stades choisis en fonction de la région (Est ou Ouest) à laquelle appartient chaque groupe. Il n’y a pas de match nul durant la phase de groupes : en cas d’égalité à l’issue des 90 minutes, chaque équipe reçoit un point et une séance de tirs au but détermine laquelle obtient un point supplémentaire. Une victoire dans le temps réglementaire rapporte trois points.
Le classement de cette première phase n’est pas fait au sein des groupes mais au sein de deux classements de ligue regroupant les équipes de Major League Soccer d'un côté et celles de Liga MX de l'autre. 
Les quatre meilleures équipes de chaque ligue se qualifient pour les quarts de finale, avec l’assurance d’affronter un adversaire issu de la ligue opposée. Cette deuxième phase du tournoi adopte un format à élimination directe en trois tours, incluant une rencontre pour la troisième place. Les deux finalistes et l'équipe terminant troisième gagnent des places pour la Coupe des champions.

## Palmarès

### Palmarès par édition
| N° | Édition | Vainqueur                                            | Score                                                | Finaliste                                            | Lieu de la finale                                    | Affluence                                            |
| -- | ------- | ---------------------------------------------------- | ---------------------------------------------------- | ---------------------------------------------------- | ---------------------------------------------------- | ---------------------------------------------------- |
| 1  | 2019    | Cruz Azul                                            | 2 - 1                                                | Tigres UANL                                          | Sam Boyd Stadium, Whitney, Nevada                    | 20 132                                               |
| —  | 2020    | Édition annulée en raison de la pandémie de Covid-19 | Édition annulée en raison de la pandémie de Covid-19 | Édition annulée en raison de la pandémie de Covid-19 | Édition annulée en raison de la pandémie de Covid-19 | Édition annulée en raison de la pandémie de Covid-19 |
| 2  | 2021    | Club León                                            | 3 - 2                                                | Sounders de Seattle                                  | Allegiant Stadium, Paradise, Nevada                  | 24 824                                               |
| —  | 2022    | Non disputée                                         | Non disputée                                         | Non disputée                                         | Non disputée                                         | Non disputée                                         |
| 3  | 2023    | Inter Miami CF                                       | 1 - 1 (10 - 9 tab)                                   | Nashville SC                                         | Geodis Park, Nashville, Tennessee                    | 30 109                                               |
| 4  | 2024    | Crew de Columbus                                     | 3 - 1                                                | Los Angeles FC                                       | Lower.com Field, Columbus, Ohio                      | 20 190                                               |
| 5  | 2025    |                                                      |                                                      |                                                      |                                                      |                                                      |

### Palmarès par club
| Rang | Club                | Titres (éditions) | Finales perdues (éditions) |
| ---- | ------------------- | ----------------- | -------------------------- |
| 1    | Cruz Azul           | 1 (2019)          | 0                          |
| 1    | Club León           | 1 (2021)          | 0                          |
| 1    | Inter Miami CF      | 1 (2023)          | 0                          |
| 1    | Crew de Columbus    | 1 (2024)          | 0                          |
| 2    | Tigres UANL         | 0                 | 1 (2019)                   |
| 2    | Sounders de Seattle | 0                 | 1 (2021)                   |
| 2    | Nashville SC        | 0                 | 1 (2023)                   |
| 2    | Los Angeles FC      | 0                 | 1 (2024)                   |

### Palmarès par nation
| Rang | Nation     | Finales | Finales | Finales |
| Rang | Nation     | Gagnées | Perdues | Total   |
| ---- | ---------- | ------- | ------- | ------- |
| 1    | États-Unis | 2       | 3       | 5       |
| 2    | Mexique    | 2       | 1       | 3       |
| 3    | Canada     | 0       | 0       | 0       |